# گوش

رونگاره و اجزای دستگاه شنوایی انسان.
۱. گوش بیرونی
۲. لاله گوش
۳. مجرای گوش
۴. پرده صماخ
۵. گوش میانی
۶. استخوان‌های گوش میانی
۷. استخوان چکشی
۸. استخوان سندانی
۹. استخوان رکابی
۱۰. حفره صماخی پرده گوش
۱۱. استخوان گیجگاهی
۱۲. شیپور استاش
۱۳. گوش درونی
۱۴. پیچ‌راه
۱۵. مجرای نیمه‌حلقوی
۱۶. دالان (دهلیز) گوش
۱۷. پنجره یا منفذ دالانی
۱۸. پنجره یا منفذ گرد
۱۹. حلزون گوش
۲۰. عصب دالانی یا دهلیزی
۲۱. عصب شنوایی
۲۲. مجرای درونی شنوایی
۲۳. عصب دهلیزی حلزونی

گوش اندام حسی است که صدا را دریافت می‌کند.
گوش انسان از سه قسمت خارجی، میانی و داخلی تشکیل شده. اختلاف زمان جزئی که در رسیدن صدا به دو گوش وجود دارد، به تشخیص جهت صدا کمک می‌کند. ترشحات چرکی گوش، موهای کرک مانند، استخوان های گیجگاهی، وغده های عرقی تغییر شکل یافته از گوش محافظت میکنند. حرکت صوت در گوش به امواج الکتریکی تبدیل و به مغز فرستاده می‌شوند. گوش انسان قادر است بین ۲۰ تا ۲۰۰۰۰ هرتز را درک کند. به این محدوده محدوده شنوایی انسان می‌گویند.
گوش از سه بخش مختلف تشکیل شده است: گوش خارجی، میانی و درونی. علاوه بر اینها سه استخوان کوچک به نام سندانی، رکابی وچکشی در شنوایی انسان نقش دارند. این سه استخوان جزو اسکلت محوری بدن محسوب میشوند. 
گوش‌ها تا آخر عمر انسان به رشد ادامه میدهند

## گوش خارجی، گرفتن امواج
گوش بیرونی یا خارجی را که دیگران آن را می‌بینند لاله گوش می‌گویند. مهمترین کار گوش (بیرونی) گرفتن صداها است. وقتی که صدا ایجاد می‌شود، امواج صوتی تولید و در هوا منتشر می‌شوند؛ بعد از اینکه امواج وارد گوش بیرونی شدند از طریق سوراخ گوش وارد گوش می‌شوند و راهی گوش میانی می‌گردند. یکی از وظایف گوش بیرونی حفظ گوش از طریق جرم گوش می‌باشد؛ این جرم مخصوص، گوش را از پوست اطراف سوراخ گوش در مقابل عفونت‌ها محافظت می‌کند. گوش‌ها ماده‌ای شبیه موم ترشح می‌کنند تا از داخل گوش محافظت نمایند. اگر ترشح موم خیلی زیاد باشد، سفت می‌شود و ممکن است گوش را به درد بیاورد واگر خودتان بخواهید موم سفت شده را از گوش خارج کنید به گوشتان آسیب خواهد رساند.
مجرای گوش خارجی، لوله ایست به طول ۲ یا ۳ سانتیمتر که در حدود یک سانتیمتر مکعب حجم دارد و به پردهٔ صماخ ختم می‌شود. ارتعاشات صوتی تا قسمت انتهایی این لوله به وسیلهٔ هوا منتقل می‌شود و پس از آن به وسیلهٔ محیط‌های جامد یا مایع به گوش میانی انتقال می‌یابد.

## گوش میانی
مهمترین کار گوش میانی گرفتن امواج صوتی از گوش خارجی و سازگاری امپدانسی برای گوش داخلی است. گوش میانی امواج صوتی را به لرزش تبدیل می‌کند و از طریق دریچه بیضی به گوش درونی می‌فرستد . این عمل با استفاده از پرده گوش که گوش بیرونی را از گوش میانی جدا می‌کند و استخوانچه های گوش انجام می‌شود.
سه استخوان ریز و ظریف موجود در گوش را استخوانچه های گوش می‌نامند که کوچکترین استخوان های بدن اند. پرده گوش قسمتی از پوست نازکی است که مثل طبلی محکم گسترده شده است و به اولین استخوانچه چسبیده است این استخوان کوچک استخوان چکشی (مالئوس) نامیده می‌شود. استخوان چکشی به استخوان کوچک دیگری چسبیده است که به آن استخوان سندانی  گفته می‌شود؛ استخوان سندانی به کوچکترین استخوان در بدن متصل است که به آن رکابی می‌گویند.
در آخر با لرزش اسخوان ها پیام عصبی ایجاد شده و به قسمت از مخ که زیر لوب پیشانی قرار دارد فرستاده می شود و مغز آن‌ها را پردازش می کند.

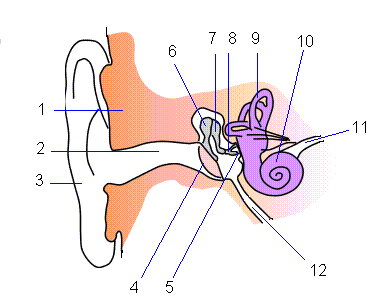
بخش‌های گوش: ۱-جمجمه ۲-مجرای گوش ۳-لاله ۴-پرده ۵-دریچهٔ بیضی ۶-استخوان چکشی ۷-استخوان سندانی ۸-[استخوان رکابی

 ۹-دالان ۱۰-حلزون ۱۱- عصب شنوایی ۱۲-لوله استاش.]
استخوان چکشی به پرده صماخ و استخوان رکابی به دریچهٔ بیضی ختم می‌شود که سطح آن ۱۴ مرتبه از پردهٔ صماخ کوچکتر است و در نتیجه فشار بر آن ۱۴ مرتبه بیشتر می‌باشد.

## گوش داخلی: شروع تحریکات عصبی
بعد از اینکه امواج صوتی در گوش میانی به ارتعاش تبدیل شده ارتعاشات وارد گوش داخلی می‌شوند. ارتعاشات داخل حلزون شنوایی می‌روند، حلزون شنوایی یک لوله کوچک و حلقه‌ای در گوش داخلی و جزء لابیرنت غشایی است؛ حلزون شنوایی پر از مایع است و روی آن را هزاران مژک پوشانده است. وقتی ارتعاشات صوتی به مایع داخل حلزون شنوایی برخورد می‌کنند، مایع داخل حلزون شروع به لرزیدن می‌کند. انواع مختلف صداها نمونه‌های مختلفی از ارتعاشات می‌سازد؛ ارتعاش باعث حرکت مژک های ریز سلول‌های شنوایی می‌شود و هر چه ارتعاش بیشتر باشد مژک های سلول حلزون بیشتر حرکت خواهد کرد.

## نگارخانه

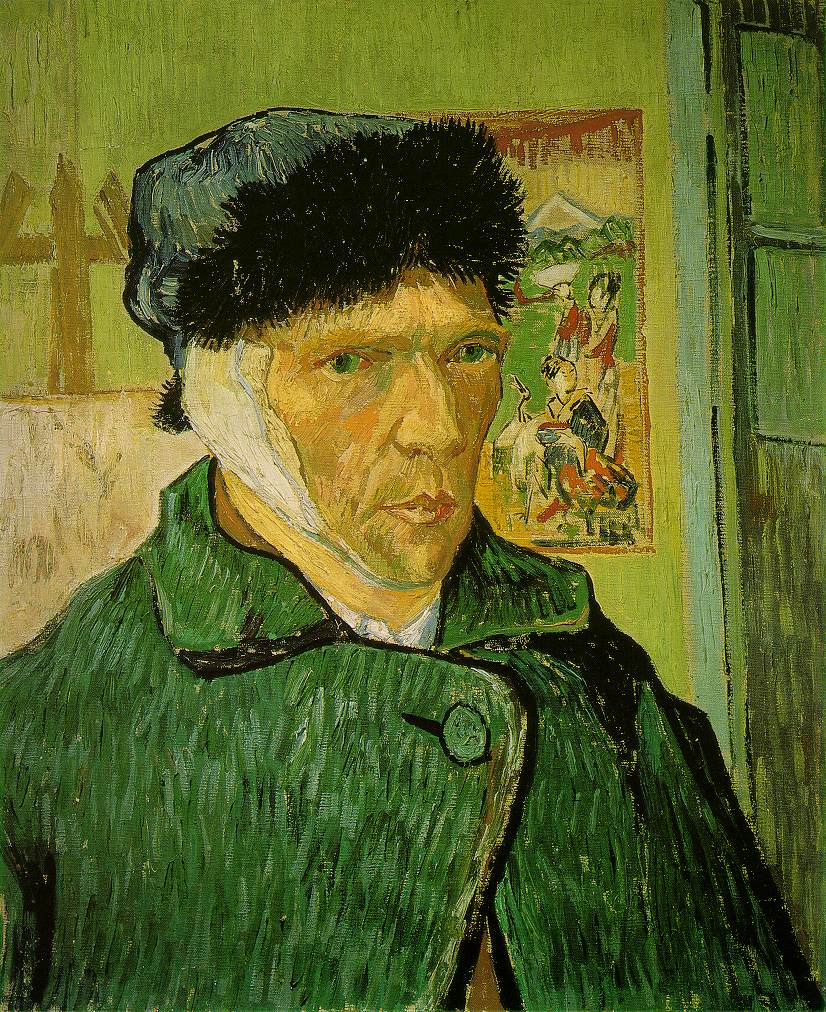
خودنگارهٔ ون گوگ با گوش باندپیچی‌شده، ۱۸۸۹